# یواس‌اس رولف (دی‌ئی-۳۶۲)
یواس‌اس رولف (دی‌ئی-۳۶۲) (به انگلیسی: USS Rolf (DE-362)) یک کشتی بود که طول آن ۳۰۶ فوت (۹۳ متر) بود. این کشتی در سال ۱۹۴۴ ساخته شد.